# V-3
För andra betydelser, se V3.

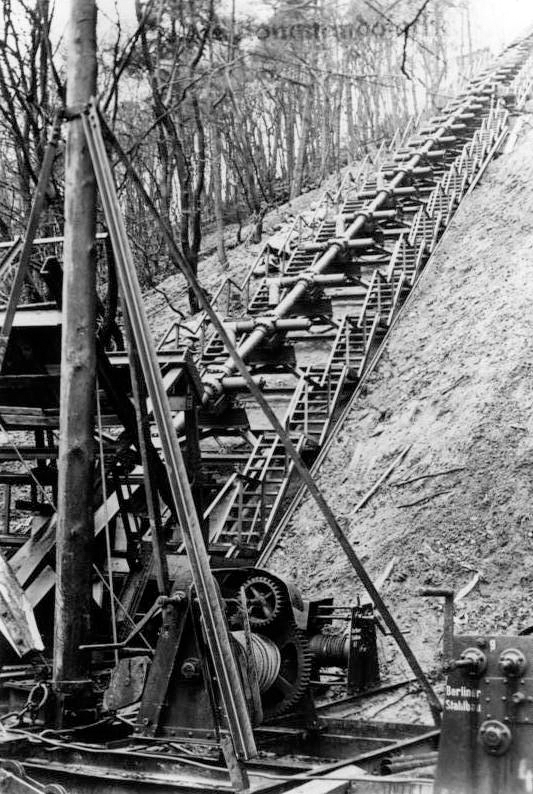
En V-3 uppmonterad vid testanläggningen på ön Wolin.

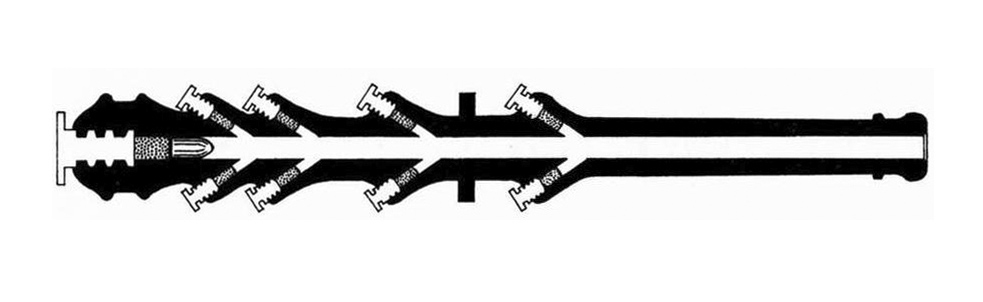
Principen för en kanon med flera krutkamrar.

V-3, Vergeltungswaffe 3 ("Vedergällningsvapen 3") var en kanon som var tänkt att användas mot London under andra världskriget.
Kanonen hade ett eldrör på 130 meter och flera sådana kanoner skulle grävas fast nära Mimoyecques på den franska kanalkusten. Tanken var att man med dessa kanoner skulle kunna skjuta upp till 600 granater per dygn mot London.
Längs eldröret fanns krutkamrar som tändes när projektilen hade passerat för att ge ökad utgångshastighet.
Efter testskjutningar visade det sig dock att skottvidden bara var 2/3 av den i teorin uträknade och när Adolf Hitler fick del av resultaten lade han ner projektet. V-3 användes dock för att bombardera Luxemburg i samband med Ardenneroffensiven.